# Vinsyra
Vinsyra, a'cidum tarta'ricum, kemisk formel C4H6O6, är en vit kristallin organisk syra som är lättlöslig i vatten. Den förekommer rikligt i frukter och bär och särskilt i vindruvor. Vinsyra tillsätts ofta mat för att ge en sur smak samt som antioxidant. Tartrat är salter (till exempel dihydroxyderivat av dikarboxylsyra) eller estrar.
Vinsyra isolerades först från kaliumtartrat, känd i antiken som tartar, av den irakiska (nuvarande Kufa) alkemisten Jabir Ibn Hayyan. Den moderna tillverkningsprocessen utvecklades 1769 av den svenske kemisten Carl Wilhelm Scheele. Vinsyrans kirala egenskaper upptäcktes 1832 av Jean Baptiste Biot, som lade märke till vinsyrans förmåga att vrida polariserat ljus. Louis Pasteur forskade vidare inom detta fält genom att undersöka vinsyrans kristallform, som han fann vara kiral. Pasteur var den förste att tillverka levo-vinsyra i ren form.

## Stereokemi
Vinsyra förekommer i tre olika stereoisomera former. Meso-vinsyra är genom sina symmetriegenskaper akiral (den innehåller ett symmetriplan S1). De två andra stereoisomererna, L-(+)-vinsyra och D-(–)-vinsyra, är kirala och varandras enantiomerer, vilket innebär att de är två stereoisomera former som skiljer sig åt från varandra genom att de inte är identiska med sin spegelbild (på samma sätt som t.ex. höger och vänsterhand). Den naturligt förekommande formen av vinsyra är L-(+)-vinsyra eller dextro-vinsyra. Den andra enantiomeren, levo-vinsyra eller D-(–)-vinsyra, liksom den akirala meso-vinsyra, kan tillverkas syntetiskt. Observera att prefixen dextro och levo inte är relaterade till D/L-konfigurationen, utan hänförs till den optiska vridningen av planpolariserat ljus där (+) = vridning åt höger och (–) = vridning åt vänster. Vinsyra har många användningsområden men inom kemin används den ofta vid organisk syntes för att framställa rena enantiomerar av andra kirala molekyler genom bildandet av s.k. diastereomera salter med olika löslighet.

### Racemat
Om vinsyra syntetiseras utan hjälp av startmaterial eller reagens som i sin tur är rena enantiomerer erhålls en optiskt inaktiv blandning av vinsyrans enantiomerer. Denna DL-vinsyra är en 1:1-blandning av levo- och dextro-vinsyra. Eftersom den, till skillnad från den likaledes optiskt inaktiva meso-vinsyran, hade alla andra egenskaper gemensamt med de två enantiomererna fick den ett eget namn och kallades racemisk syra (från Latin racemus – "druvklase"). Louis Pasteur kunde genom att under mikroskop separera kristaller av blandningen visa att den bestod av de båda enantiomererna. Racemisk har senare fått en ny generell betydelse och står nu för en 1:1-blandning av ett enantiomerpar – racemat. 
| levo-vinsyra (D-(−)-vinsyra)                 | dextro-vinsyra (L-(+)-vinsyra) | meso-vinsyra |
| -------------------------------------------- | ------------------------------ | ------------ |
|                                              |                                |              |
| DL-vinsyra (racemisk syra) (i 1:1-blandning) |                                |              |

## Derivat
Viktiga vinsyraderivat är vinsyrans salter, kaliumbitartrat, Rochelles salt (kaliumnatriumtartrat, ett milt laxativ) och antimonkaliumtartrat.
Vinsyra är ett muskeltoxin, genom att inhibera produktionen av maleinsyra, och kan i högre doser förorsaka förlamning och död. Den dödliga dosen är cirka 7,5 g/kg. Trots detta används vinsyra flitigt i matvaror, till exempel sursött godis. Som livsmedelstillsats fungerar vinsyra som antioxidant med E-nummer E334. Vinsyrans salter används som antioxidanter och som emulgatorer.
När kaliumbitartrat blandas med vatten bildas en suspension som fungerar utmärkt som kopparrengöringsmedel. Kaliumbitartrat löser upp koppar(II) på kopparytan genom att bilda ett lättlösligt koppar(II)komplex.